# Коцо (Павија)
Коцо (итал. Cozzo) је насеље у Италији у округу Павија, региону Ломбардија.
Према процени из 2011. у насељу је живело 300 становника. Насеље се налази на надморској висини од 105 м.

## Становништво
| 1931. | 1936. | 1951. | 1961. | 1971. | 1981. | 1991. | 2001. | 2011. |
| ----- | ----- | ----- | ----- | ----- | ----- | ----- | ----- | ----- |
| 1.496 | 1.391 | 1.419 | 1.112 | 742   | 503   | 427   | 432   | 371   |